# گیتی (فیلم ۱۹۷۶)
«گیتی» (انگلیسی: Universe (1976 film)) فیلمی در ژانر مستند است که در سال ۱۹۷۶ منتشر شد.

## عوامل فیلم
نویسنده و کارگردان : Lester Novros

## داستان فیلم
نمایشی از جهان مرموز و فوق العاده خشن ما است که توانسته امتیاز ۷.۲ از ۱۰ را از سایت IMDb بدست بیاورد 